# تاتیانا مک‌فادن
تاتیانا مک فادن (Татьяна Макфадден زاده ۲۱ آوریل ۱۹۸۹) یک ورزشکار دوومیدانی پارالمپیک آمریکایی است که در رده تی۵۴ شرکت می‌کند. مک فادن بیست مدال پارالمپیک را در چند بازی پارالمپیک تابستانی و همچنین جایزه بهترین ورزشکار معلول سال لوریوس در سال ۲۰۱۵ کسب کرده است.

## اوان زندگی
مک فادن در لنینگراد شوروی و در ۲۱ آوریل ۱۹۸۹ به دنیا آمد. او با اسپینا بیفیدا (مهره‌شکاف) به دنیا آمد، یک اختلال مادرزادی که او را از کمر به پایین فلج کرد. پس از اینکه مادرش که آنقدر فقیر بود که نمی‌توانست برای او ویلچر بخرد او را در یتیم خانه ای گذاشت، او شش سال اول زندگی اش را روی دستانش راه می‌رفت. پزشکان به او گفتند که او آنقدر بیمار است که زمان کمی برای زندگی دارد. زمانی که در یتیم خانه بود، با دبورا مک فادن، که به عنوان کمیسر معلولان وزارت بهداشت و خدمات انسانی ایالات متحده از روسیه بازدید می‌کرد، ملاقات کرد. دبورا و شریک زندگی اش بریجت اوشاگنسی، تاتیانا را به فرزندی پذیرفتند و او را به بالتیمور بردند.
مک فادن در دوران رشد برای تقویت عضلات خود به ورزش‌های مختلفی روی آورد او ابتدا شنا و سپس ژیمناستیک، بسکتبال با ویلچر، هاکی با سورتمه و دو و میدانی را امتحان کرد. مک فادن در دانشگاه ایلینویز و در رشته توسعه انسانی و مطالعات خانواده تحصیل کرد وی در دوران دانشگاه عضو انجمن تتای فی سیگما سیگما بود و در تیم بسکتبال با ویلچر دانشگاه ایلینویز حضور داشت.

## دوران رقابت

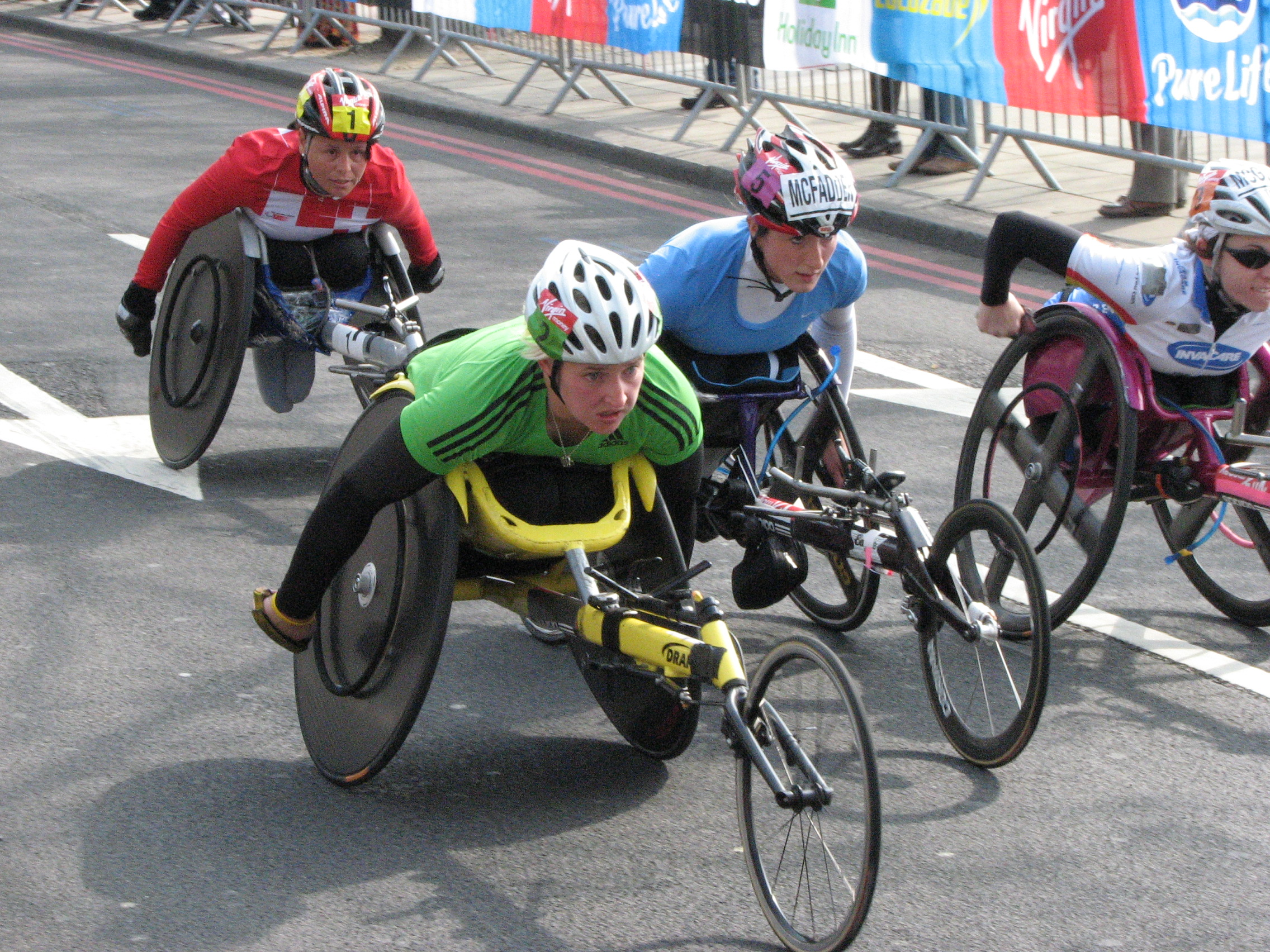
مسابقه ویلچر زنان در ماراتن لندن ۲۰۱۱ (از چپ به راست: ساندرا گراف، شلی وودز، تاتیانا مک فادن، آماندا مک‌گروری).

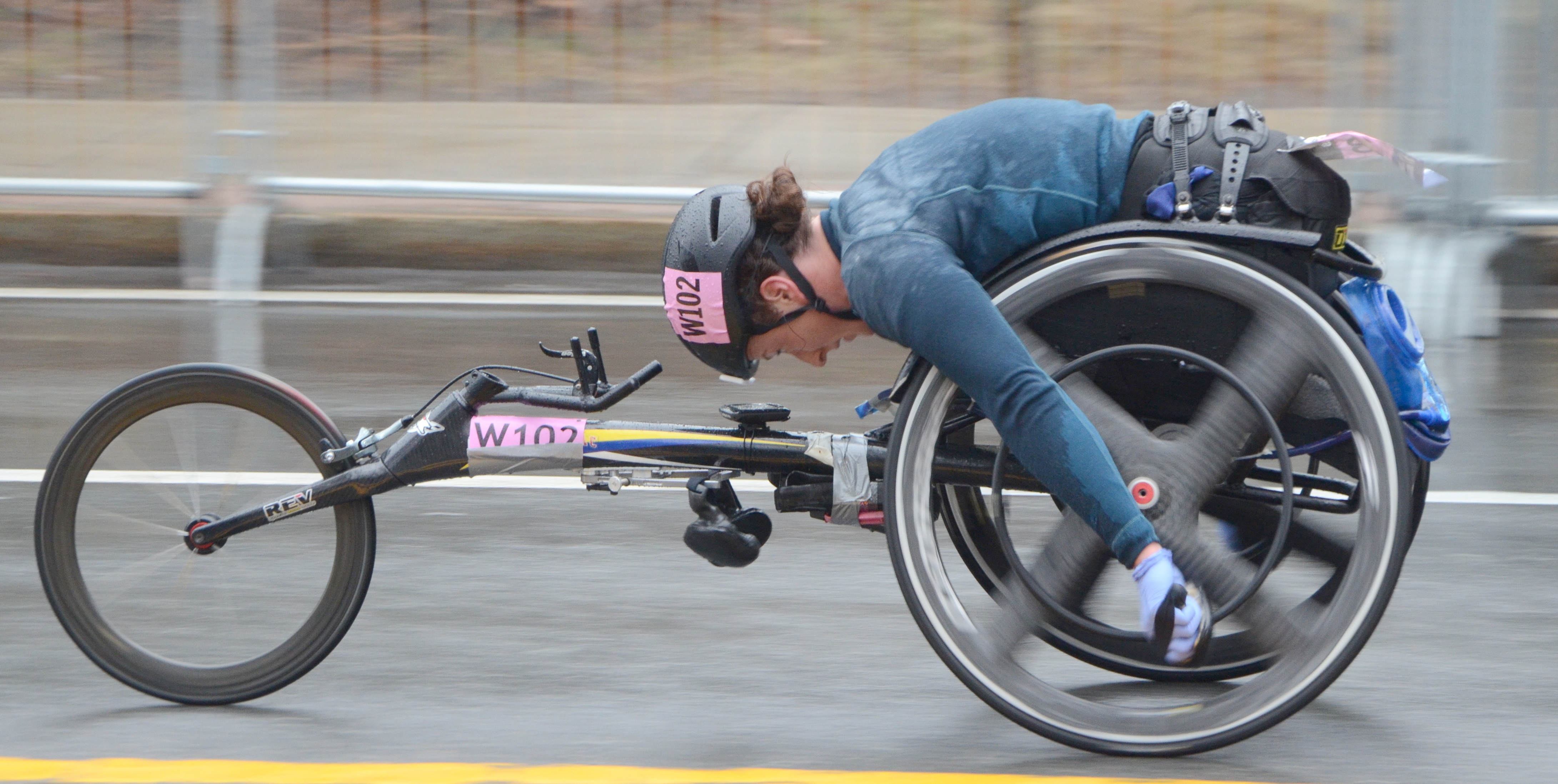
تاتیانا مک فادن نزدیک به نیمه راه ماراتن بوستون ۲۰۱۸ که در آن مقام اول را کسب کرد.

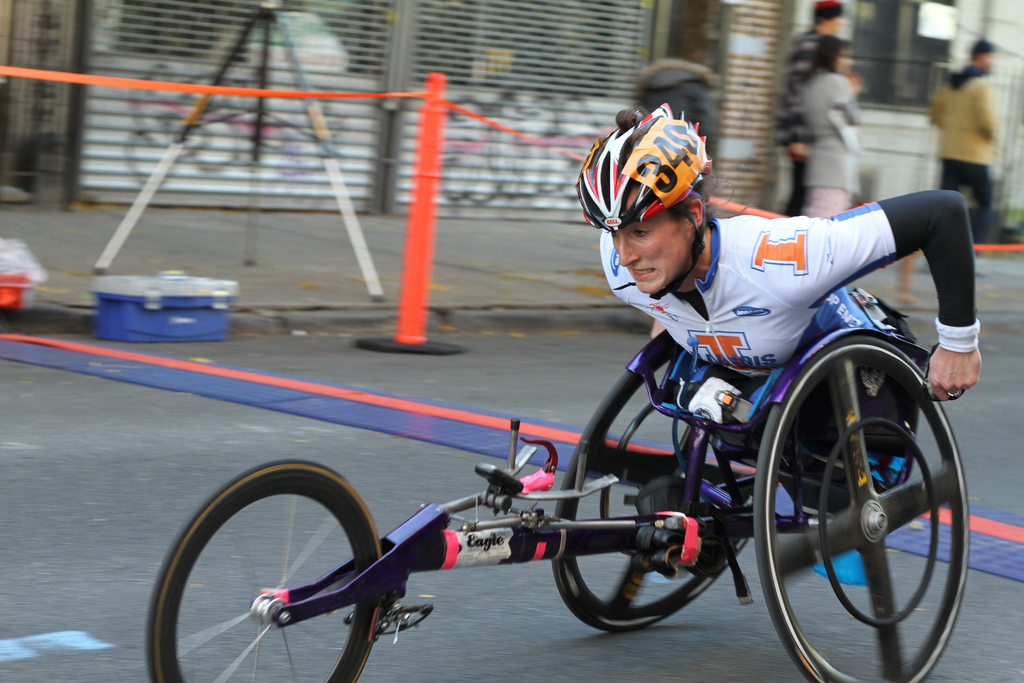
ماراتن شهر نیویورک ۲۰۱۱

مک فادن از سن هشت سالگی شروع به مسابقه کرد. او در مسابقات پارالمپیک تابستانی ۲۰۰۴ در آتن، مدال نقره ۱۰۰ متر زنان - ماده تی۵۴ و مدال برنز ۲۰۰ متر زنان - تی۵۴ را به‌دست آورد و در ماده ۴۰۰ متر زنان - تی۵۴ پنجم شد. او همچنین در دور اول ماده ۸۰۰ متر زنان – تی۵۴ به میدان رفت. او همچنین در پارالمپیک تابستانی ۲۰۰۸ در پکن شرکت کرد و در ماده ۲۰۰ متر زنان - تی۵۴ مدال نقره گرفت او همچنین مدال نقره ۴۰۰ متر زنان - رویداد تی۵۴؛ مدال نقره ۸۰۰ متر زنان - رویداد تی۵۴ و مدال برنز در ماده امدادی ۴ × ۱۰۰ متر زنان - رویداد تی۵۳–۵۴ را کسب کرد و در ماده ۱۰۰ متر زنان - تی۵۴ ششم شد.
تا سال ۲۰۰۹، مک فادن در دوی سرعت در مسافت‌های کوتاه‌تر تخصص داشت. او در سال ۲۰۰۹ وارد ماراتن شیکاگو شد. او به‌طور غیرمنتظره ای برنده شد و آنقدر زود به خط پایان رسید که مادرش دوربینش را برای ثبت برد آماده نکرد. این اولین پیروزی از یک سری پیروزی‌های ماراتن برای او بود، از جمله نیویورک سیتی در سال ۲۰۱۰، شیکاگو در سال ۲۰۱۱، لندن در سال ۲۰۱۱، و بوستون و نیویورک در سال ۲۰۱۵.
مربی مک فادن در دانشگاه ایلینویز آدام بلیکنی است. وی یک ویلچرسوار پیشکسوت است است.
تاتیانا و خواهرش هانا در یک ماده از فینال پارالمپیک (۱۰۰ متر – تی۵۴ در لندن ۲۰۱۲) شرکت کردند.
مک فادن اولین ورزشکاری بود که در مسابقات قهرمانی مسابقات جهانی دو و میدانی آی‌پی‌سی ۲۰۱۳ در لیون موفق به کسب شش مدال طلا شد. او در هر مسابقه از ۱۰۰ متر تا ۵۰۰۰ متر برنده مدال طلا شد. مک فادن همچنین در ماراتن‌های بوستون، شیکاگو، لندن و نیویورک در سال ۲۰۱۳ برنده شد. این باعث شد که او اولین کسی (چه معلول و چه غیرمعلول) باشد که در چهار ماراتن بزرگ در سال برنده شده است. او همچنین رکورد جدیدی را برای ماراتن شیکاگو (۱ ساعت و ۴۲ دقیقه و ۳۵ ثانیه) به ثبت رساند.
مک فادن سال ۲۰۱۴ را با بازگشت به کشور محل تولدش، روسیه، آغاز کرد تا در بازی‌های پارالمپیک زمستانی سوچی شرکت کند. وی در این مسابقات مدال نقره در ماده ۱ کیلومتر (۰٫۶ مایل) رویداد اسکی کراس کانتری با سرعت نشسته را کسب کرد. مک فادن مقام ۵ ماده زنان ۱۲ کیلومتر (۷ مایل) را کسب کرد. کمی بیش از یک ماه پس از سوچی، مک فادن به مسابقه ویلچر در ماراتن لندن بازگشت و با موفقیت از عنوان خود در زمان رکورد جدید کورس دفاع کرد.
در سال ۲۰۱۵ مک فادن برنده ماراتن نیویورک شد و رکورد زنان خود را با ۷ دقیقه و ۲۰ ثانیه اختلاف شکست (زمان او ۱ ساعت و ۴۳ دقیقه و چهار ثانیه بود).

## کنشگری اجتماعی
مک فادن برای رقابت در دبیرستان مشکل داشت. دبیرستان آتلتون به او اجازه نمی‌داد همزمان با دوندگان غیرمعلول مسابقه دهد، زیرا مقامات دبیرستان بر این عقیده بودند که صندلی مسابقه‌ای او یک خطر ایمنی ایجاد می‌کند و به او مزیتی ناعادلانه می‌دهد (چرا که ویلچرسواران به‌طور قابل توجهی سریع‌تر از دوندگان در مسافت‌های طولانی هستند). او در رویدادهای جداگانه با ویلچر در دبیرستان شرکت می‌کرد و به تنهایی مسابقه می‌داد و از این موضوع احساس خجالت می‌کرد. در سال ۲۰۰۵ تاتیانا و دبورا مک فادن علیه سیستم مدارس دولتی هاوارد کانتی شکایت کردند و حق شرکت در مسابقه همزمان با دوندگان از سال ۲۰۰۶ را برای او به دست آوردند، اگرچه امتیاز رکورد او برای تیمش محاسبه نمی‌شد.
با این حال، پیروزی قانونی او منجر به جنجال‌هایی شد. در سال ۲۰۰۶، یکی از هم‌تیمی‌های او در آتلتون، پیروزی خود را در ۱۶۰۰ متر در مسابقات قهرمانی ایالتی پس از اینکه مک‌فادن به‌جای مسابقه دادن به تنهایی به عنوان «پیسر» برای او عمل می‌کرد، از دست داد.
در سال ۲۰۰۸، یک دونده رقیب و مک فادن پس از یک مسابقه ۲۰۰ متر با هم برخورد کردند و باعث شد که دونده دیگر مسابقه عنوان کنفرانس خود را از دست بدهد.
اقدامات قانونی مک فادن در سال ۲۰۰۸ مریلند را به اولین ایالتی تبدیل کرد که مدارس را ملزم به ارائه آموزش فیزیکی و فرصت‌های ورزشی برابر برای دانش آموزان دارای معلولیت کرد که در حال حاضر به آن قانون تاتیانا می‌گویند.
او همچنین رهبری یک تلاش ناموفق علیه قانون روسیه در سال ۲۰۱۲ برای ممنوعیت فرزندخواندگی کودکان روسی توسط والدین آمریکایی را برعهده داشت.